# 13 Волос Вероники
13 Волос Вероники (лат. 13 Comae Berenices), GN Волос Вероники (лат. GN Comae Berenices), HD 107966 — двойная звезда в созвездии Волос Вероники на расстоянии приблизительно 283 световых лет (около 86,7 парсек) от Солнца. Видимая звёздная величина звезды — от +5,18m до +5,15m. Возраст звезды определён как около 429 млн лет.

## Характеристики
Первый компонент — белая вращающаяся переменная звезда типа Альфы² Гончих Псов (ACV:) спектрального класса A2V(Am), или A2IV, или A2, или A3V. Масса — около 2,741 солнечной, радиус — около 3,352 солнечного, светимость — около 54,601 солнечной. Эффективная температура — около 8384 K.
Второй компонент — красный карлик спектрального класса M. Масса — около 359,03 юпитерианской (0,3427 солнечной). Удалён в среднем на 2,093 а.е..